# Sint-Victorkerk (Waddinxveen)
De Sint-Victorkerk is een rooms-katholieke kerk in Waddinxveen.
De Sint-Victorkerk werd in 1879 gebouwd ter vervanging van een oudere kerk uit de 17e eeuw. Pastoor G.J. Quant (1878-1885) was verantwoordelijk voor de bouw van de nieuwe kerk, die voor een bedrag van f 45.160,00 werd aanbesteed. Architect Evert Margry, een van de belangrijkste leerlingen van Pierre Cuypers ontwierp een driebeukige neogotische pseudobasiliek. De kerk werd gewijd aan Sint-Victor en werd op 27 oktober 1880 door de bisschop van Haarlem geconsecreerd.
In een kapel staat een bijzonder beeld van Maria, dat zeker al in de 16e eeuw in de Sint-Janskerk in Gouda stond en waaraan enkele wonderbaarlijke genezingen werden toegeschreven. Tijdens de reformatie werd het beeld verstopt en in de 1667 naar Waddinxveen gebracht, waar het als Onze Lieve Vrouw van Waddinxveen werd vereerd.
Het pijporgel van orgelbouwers Maarschalkerweerd & Zoon stamt uit 1871. 
Tot 1998 maakte de Sint-Victorparochie zelfstandig gebruik van de kerk. Na 1998 is deze parochie opgegaan in de parochiefederatie "Levend Water", een samenwerkingsverband van de parochies van Waddinxveen, Boskoop, Reeuwijk-Dorp en Reeuwijk-Brug. De "Stichting tot behoud van de Sint Victorkerk" werd in 1995 opgericht om de kerk in goede staat te kunnen behouden. Een verzoek tot het toekennen van de status van rijksmonument werd in 1999 afgewezen. In 2016 werden de kerk, de pastorie en de begraafplaats, Gemeentelijke monumenten.

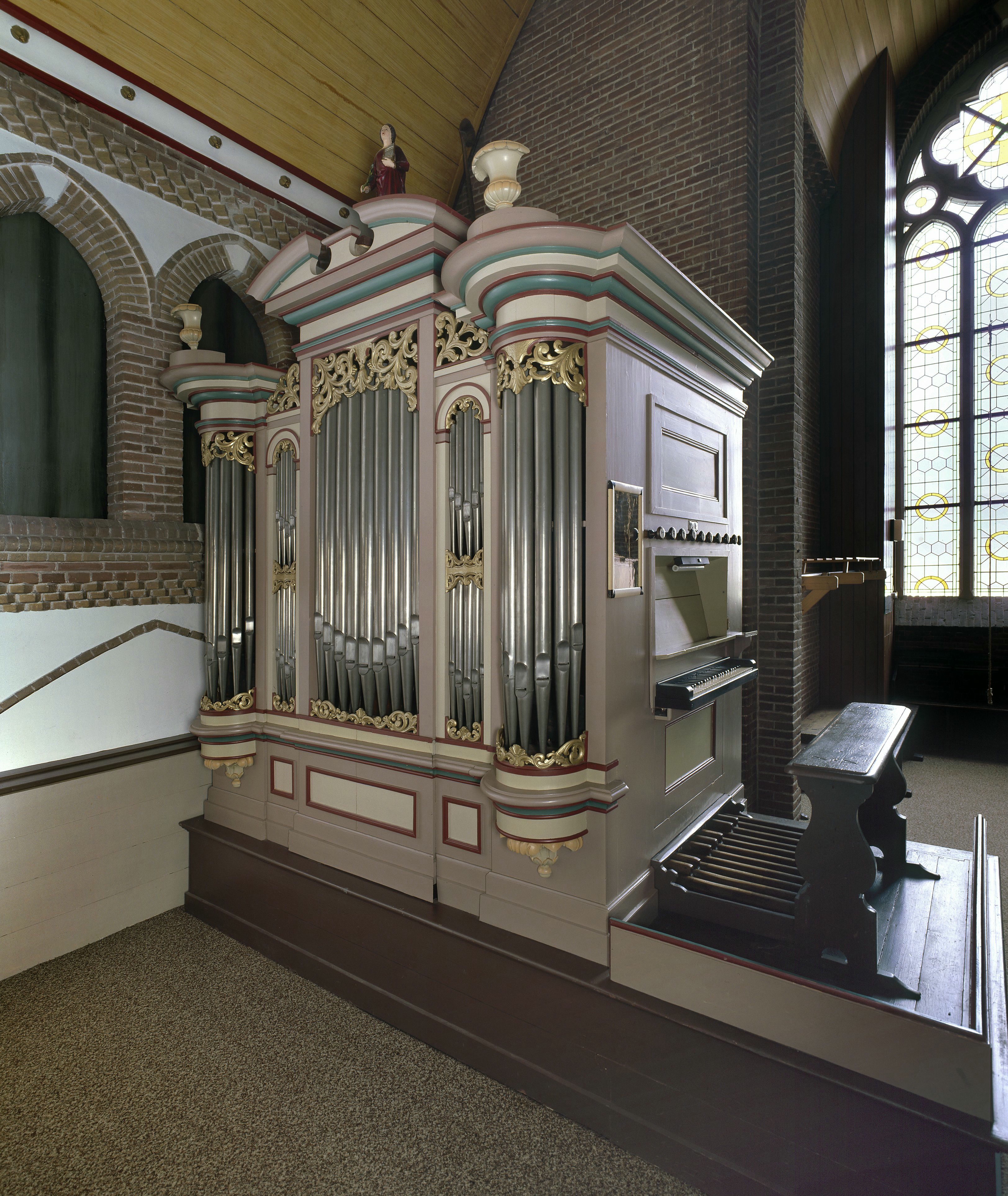
Pijporgel uit 1871
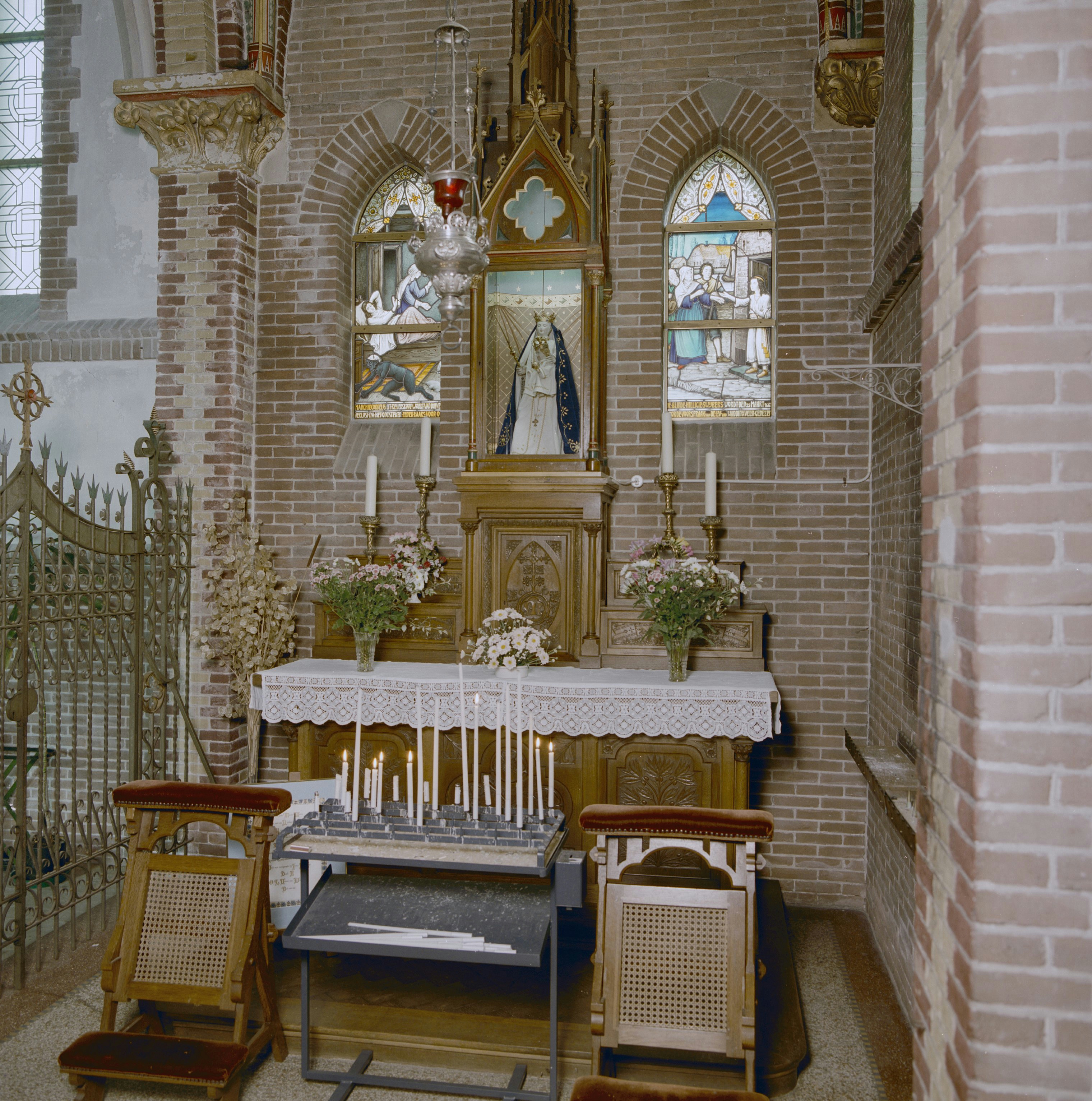
Onze Lieve Vrouw van Waddinxveen kapel
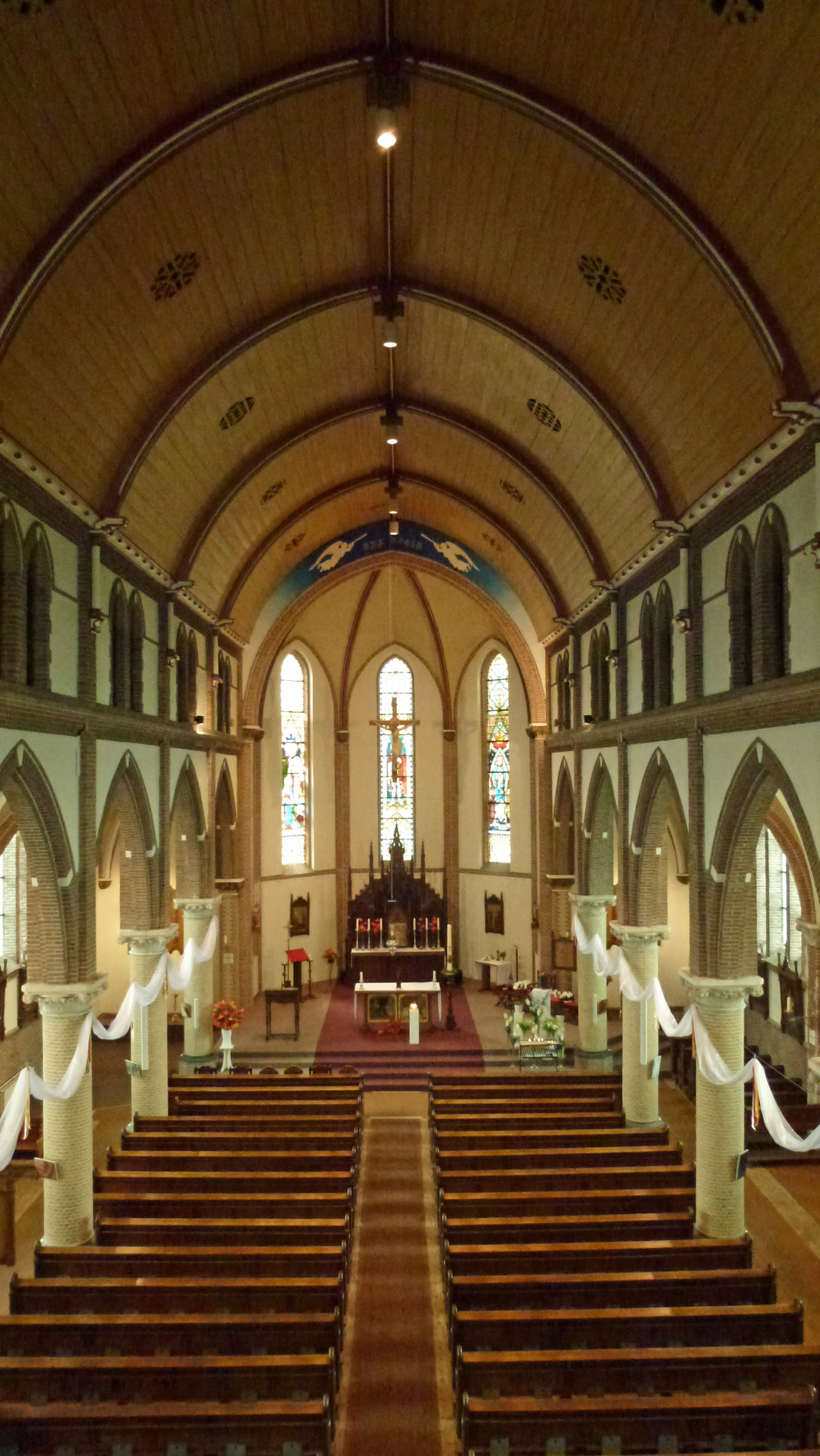
Interieur van de kerk